# Dolichopus groenlandicus
Dolichopus groenlandicus är en tvåvingeart som beskrevs av Zetterstedt 1843. Dolichopus groenlandicus ingår i släktet Dolichopus och familjen styltflugor. Inga underarter finns listade i Catalogue of Life.